# Зебзиев, Кирилл Васильевич
Кирилл Васильевич Зебзиев (1909—1973) — советский горный инженер и учёный, кандидат технических наук.
Был автором и соавтором более 200 научных работ по вопросам научной организации труда, управления и экономики в горной промышленности. Подготовил 25 кандидатов наук.

## Биография
Родился 24 мая 1909 года в посёлке Мотовилихинского завода Пермской губернии (ныне — Мотовилихинский район Перми) в семье служащего.
В 1929 году окончил Уральский индустриальный техникум и работал на строительстве «Магнитостроя». В 1939 году окончил Свердловский горный институт по специальности «Эксплуатация рудных месторождений» и был оставлен ассистентом на кафедре разработки рудных месторождений.
В 1941 году призван в Красную армию и участвовал в Великой Отечественной войне. Воевал на Западном, Калининском и Ленинградском фронтах. Демобилизовавшись из армии в 1944 году, вернулся на преподавательскую работу в Свердловский горный институт, где в 1947 году защитил кандидатскую диссертацию на тему «Способы подготовки новых этажей при разработке рудных месторождений». В 1948—1949 был доцентом, заведующим кафедрой экономики и организации производства.
Будучи членом КПСС с 1940 года, в 1949 году К. В. Зебзиев был избран первым секретарем Ленинского райкома КПСС города Свердловска, а в 1950 году стал секретарем Свердловского городского комитета КПСС. Проработав на партийной работе семь лет, в 1956 году вернулся на преподавательскую работу в Свердловский горный институт; здесь до конца жизни заведовал кафедрой экономики и организации производства.
Состоял членом Научно-технического совета Министерства угольной промышленности СССР, Научно-методического совета Министерства высшего и среднего специального образования СССР, был редактором журнала «Известия ВУЗов. Горный журнал». Принимал участие в V Международном горном конгрессе и Международной конференции горняков в Болгарии, а также — Всесоюзной конференции по экономической кибернетике.
Был награждён орденами Красной Звезды (21.02.1944), Отечественной войны II степени (22.07.1944), Трудового Красного Знамени, а также знаком «Шахтерская Слава» III степени, и медалями, в числе которых золотая медаль ВДНХ СССР.
Умер 16 сентября 1973 года в Свердловске, похоронен на Широкореченском кладбище города. Позже рядом с ним была похоронена его жена — Зебзиева Екатерина Михайловна (1910—1984).